# Tennistoernooi van Miami 2016
|                                             |  |                                      |
| Viktoryja Azarenka, winnares bij de vrouwen |  | Novak Đoković, winnaar bij de mannen |

Het tennistoernooi van Miami van 2016 werd van 22 maart tot en met 3 april 2016 gespeeld op de hardcourt-banen van het Crandon Park in Key Biscayne, nabij de Amerikaanse stad Miami. De officiële naam van het toernooi was Miami Open.
Het toernooi bestond uit twee delen:
- WTA-toernooi van Miami 2016, het toernooi voor de vrouwen
- ATP-toernooi van Miami 2016, het toernooi voor de mannen

Beide enkelspelwinnaars hadden twee weken geleden ook het toernooi van Indian Wells gewonnen, waardoor ieder van hen de kwalificatie Sunshine Double kreeg.

## Toernooikalender
| Miami             | maart 2016 | maart 2016 | maart 2016 | maart 2016 | maart 2016 | maart 2016 | maart 2016 | maart 2016  | maart 2016    | maart 2016    | maart 2016   | april 2016   | april 2016 | april 2016 |
| Miami             | din 22     | woe 23     | don 24     | vrĳ 25     | zat 26     | zon 27     | maa 28     | din 29      | din 29        | woe 30        | don 31       | vrĳ 1        | zat 2      | zon 3      |
| ----------------- | ---------- | ---------- | ---------- | ---------- | ---------- | ---------- | ---------- | ----------- | ------------- | ------------- | ------------ | ------------ | ---------- | ---------- |
| vrouwenenkelspel  | 1e ronde   | 1e ronde   | 2e ronde   | 2e ronde   | 3e ronde   | 3e ronde   | 4e ronde   | kwartfinale | kwartfinale   | kwartfinale   | halve finale |              | finale     |            |
| mannenenkelspel   |            | 1e ronde   | 1e ronde   | 2e ronde   | 2e ronde   | 3e ronde   | 3e ronde   | 4e ronde    | 4e ronde      | kwartfinale   | kwartfinale  | halve finale |            | finale     |
| vrouwendubbelspel |            |            | 1e ronde   | 1e ronde   | 1e ronde   | 2e ronde   | 2e ronde   | 2e ronde    | kwart- finale | kwart- finale |              | halve finale |            | finale     |
| mannendubbelspel  |            |            | 1e ronde   | 1e ronde   | 1e ronde   | 2e ronde   | 2e ronde   |             |               | kwartfinale   | halve finale |              | finale     |            |

ATP-toernooi van Miami‎ – WTA-toernooi van Miami‎

1985 · 1986 · 1987 · 1988 · 1989 · 1990 · 1991 · 1992 · 1993 · 1994 · 1995 · 1996 · 1997 · 1998 · 1999 · 2000 · 2001 · 2002 · 2003 · 2004 · 2005 · 2006 · 2007 · 2008 · 2009 · 2010 · 2011 · 2012 · 2013 · 2014 · 2015 · 2016 · 2017 · 2018 · 2019 · 2020 · 2021 · 2022 · 2023 · 2024 · 2025